# برگلیستوک
برگلیستوک (به لاتین: Bärglistock) یک کوه در سوئیس است که در کانتون برن واقع شده‌است. برگلیستوک ۳٬۶۵۶ متر بالاتر از سطح دریا واقع شده‌است.